# Drzewiany (przystanek kolejowy)
Źródło – zlikwidowany w 1945 roku przystanek osobowy w Drzewianach, w gminie Bobolice, w powiecie koszalińskim, w województwie zachodniopomorskim, w Polsce.